# Christine Landfried

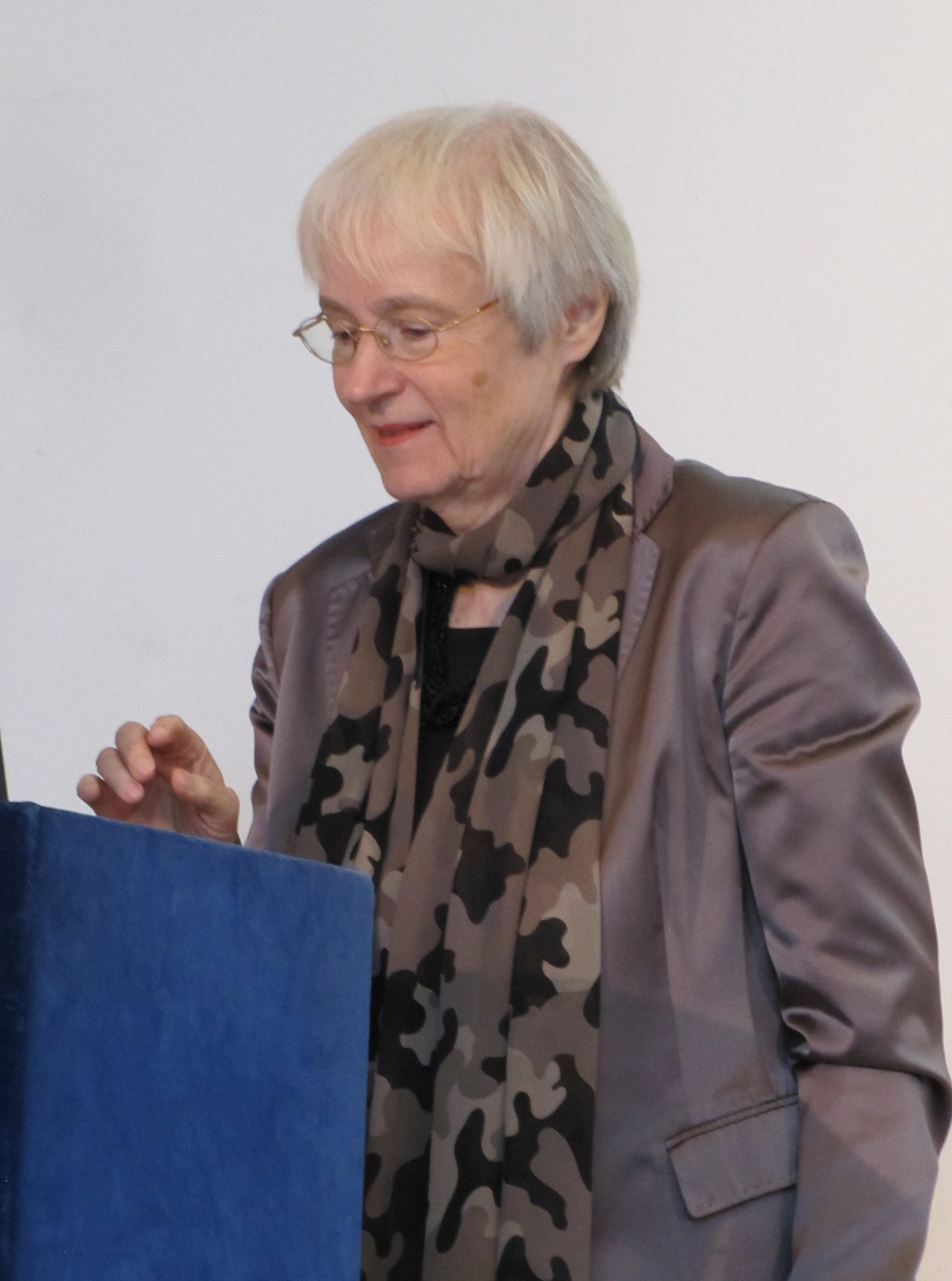
Christine Landfried 2019 in Frankfurt am Main

Christine Landfried (* 3. April 1949 in Altenburg) ist eine deutsche Politikwissenschaftlerin. Sie war von 1991 bis 2014 Professorin für Vergleichende Regierungslehre an der Universität Hamburg.

## Leben und Wirken
Nach ihrem Abitur am Staatlichen Leininger-Gymnasium im Jahr 1968 in Grünstadt studierte Landfried in den Jahren 1968 bis 1973 die Fächer Politische Wissenschaft, Geschichte und Völkerrecht an der Universität Heidelberg. Anschließend folgte in der Zeit von 1973/74 ein Studium in Harvard. In ihrer Magisterarbeit befasste sie sich mit den Anfängen des Sozialstaates in Deutschland. Von 1975 bis 1977 war sie Assistentin von Reinhart Koselleck für den Arbeitskreis „Theorie der Geschichte“ bei der Werner-Reimers-Stiftung in Bad Homburg. In der Zeit von 1980 bis 1989 war sie Lehrbeauftragte für Politische Wissenschaft an der Universität Heidelberg. Dort wurde sie 1984 über das Thema Bundesverfassungsgericht und Gesetzgeber promoviert.
Von 1986 bis 1987 war sie Korrespondentin des Süddeutschen Rundfunks zur Berichterstattung über die Rechtsprechung des Bundesverfassungsgerichts für Tagesschau und Tagesthemen. Landfried erhielt 1987 ein Habilitationsstipendium der Deutschen Forschungsgemeinschaft. Ihre Habilitation erfolgte 1989 ebenfalls in Heidelberg. Landfried war von 1995 bis 1996 am Robert-Schuman-Zentrum des Europäischen Hochschulinstituts in Florenz tätig. Von 1996 bis 1997 war sie Fellow des Wissenschaftskollegs in Berlin. Von 1997 bis 2000 war sie Vorsitzende der Deutschen Vereinigung für Politische Wissenschaft. 1990 wurde sie Nachfolgerin von Winfried Steffani am Lehrstuhl für Vergleichende Regierungslehre an der Universität Hamburg und lehrte dort bis zu ihrer Emeritierung im Jahr 2014. Von 2000 bis 2008 war sie Mitglied im Wissenschaftszentrum Berlin für Sozialforschung. Seit September 2014 hat sie den Max Weber Lehrstuhl an der Faculty of Arts and Science der New York University inne. 2016 erhielt Landfried den Schader-Preis. Sie ist Vorsitzende des Kuratoriums des Dimitris-Tsatsos-Instituts für Europäische Verfassungswissenschaften an der Fernuniversität Hagen.
Im Zusammenhang mit der Abschaffung des Theodor-Eschenburg-Preises der Deutschen Vereinigung für Politische Wissenschaft erklärte sie Ende Oktober 2013 ihren Austritt aus der Vereinigung.
Landfried erforscht die Verfassungspolitik und den Einfluss nationaler und internationaler Gerichte auf politisches Handeln. Außerdem befasst sie sich mit der Europäischen Integration, der Parteienfinanzierung und der politischen Korruption.

## Schriften
Monographien
- Das politische Europa. Differenz als Potential der Europäischen Union. 2. überarbeitete und erweiterte Auflage. Nomos Verlagsgesellschaft, Baden-Baden 2005, ISBN 3-8329-1040-9.
- Politikorientierte Folgenforschung. Zur Übertragung der Chaostheorie auf die Sozialwissenschaften. 4. unveränderte Auflage. Forschungsinstitut für Öffentliche Verwaltung, Speyer 1994.
- Parteifinanzen und politische Macht. Eine vergleichende Studie zur Bundesrepublik Deutschland, zu Italien und den USA. 2. Auflage. Nomos Verlagsgesellschaft, Baden-Baden 1994, ISBN 3-7890-1787-6 (Zugleich: Heidelberg, Universität, Habilitationsschrift, 1989).
- Bundesverfassungsgericht und Gesetzgeber. Wirkungen der Verfassungsrechtsprechung auf parlamentarische Willensbildung und soziale Realität. 2. unveränderte Auflage. Nomos Verlagsgesellschaft, Baden-Baden 1996, ISBN 3-7890-1069-3.

Herausgeberschaften
- Politik in einer entgrenzten Welt (= Bibliothek Wissenschaft und Politik. Band 60). Verlag Wissenschaft und Politik, Köln 2001, ISBN 3-8046-8873-X.
- Constitutional review and legislation. An international comparison. Nomos Verlagsgesellschaft, Baden-Baden 1988, ISBN 3-7890-1640-3.